# Kampfar
A Kampfar norvég black/viking metal együttes. 1994-ben alakultak Fredrikstadban. Először egy bemutatkozó középlemezt, illetve demót jelentettek meg, első nagylemezüket 1997-ben adták ki. Nagyrészt norvég nyelven énekelnek, de akadnak angol nyelvű dalaik is.

## Diszkográfia
Stúdióalbumok
- Mellom skogkledde aaser (1997)
- Fra underverdenen (1999)
- Kvass (2006)
- Heimgang (2008)
- Mare (2011)
- Djevelmakt (2014)
- Profan (2015)
- Ofidians manifest (2019)
- Til klovers takt (2022)